# Trophodiscus uber
Trophodiscus uber is een kamster uit de familie Astropectinidae.
De wetenschappelijke naam van de soort werd in 1927 gepubliceerd door Djakonov.